# Заболотній В'ячеслав Анатолійович
В'ячесла́в Анато́лійович Заболо́тній — старший прапорщик, Збройні сили України, 1129-й зенітний ракетний полк. Учасник російсько-української війни.

## З життєпису
Нарожився 26 березня 1977 році. Проходив службу в артилерійських військах.
У березні 2014 року був призваний мобілізацією технік батареї протиповітряної оборони Сухопутних військ.
4 грудня 2014-го помер від поранень, яких зазнав у часі обстрілу з «Градів» блокпоста під Волновахою: терористи обстріляли блокпост ЗСУ з важкої артилерії, потім відкрили снайперський вогонь. В'ячеслава доставили у шпиталь з важким пораненням у голову, лікарі не змогли врятувати його життя.
Похований в Орлівка 7 грудня 2014 року.
У нього залишилася мати, дружина, та син.

## Нагороди
За особисту мужність і героїзм, виявлені у захисті державного суверенітету та територіальної цілісності України, вірність військовій присязі під час російсько-української війни
- нагороджений орденом «За мужність» III ступеня (4.6.2015, посмертно).